# Kickxia sagittata
Espèce
Kickxia sagittata est une plante herbacée annuelle de la famille des Scrophulariaceae, ou des Plantaginaceae selon la classification phylogénétique originaire des îles Canaries.

## Synonymes
- Kickxia heterophylla (Schousb.) Dandy
- Pogonorrhinum heterophyllum (Schousb.) Betsche (1984)
- Nanorrhinum heterophyllum (Schousb.) Ghebrehiwet (2001)
- Kickxia gracilis D.A. Sutton
- Kickxia kasalensis W.W. Sm.
- Kickxia patula Baker
- Kickxia spartioides (Buch) Janch. (1933)
- Linaria sabulicola Pomel (1874)
- Kickxia pendula (G. Kunkel) G. Kunkel (1972)

## Description
Plante rampante, basse très ramifiée.
Les fleurs sont jaunes avec un éperon et situées sur les pédoncules très fins
Les feuilles sont courtes, linéaires parfois sagittées et opposées.

## Répartition
Kickxia sagittata est originaire des îles Canaries orientales et d'Afrique du Nord (sous le nom de Kickxia heterophylla). Elle pousse dans les zones rocheuses.